# 楊銓 (嘉靖丙辰進士)
楊銓（1507年—1575年），字朝明，號崐南，直隸松江府華亭縣人，民籍，明朝政治人物。

## 生平
嘉靖三十一年（1552年）壬子科順天鄉試第一百二名舉人，三十五年（1556年）中式丙辰科會試第九十三名，三甲第八名進士。吏部觀政，授行人司行人，三十八年（1559年）九月選授南京吏科給事中，四十四年（1565年）升江西按察司驿传道副使，又改九江兵备，隆慶三年（1569年）九月升廣西布政使司左參政，次年去職。萬曆三年卒，享年六十九。

## 家族
曾祖楊霖；祖父楊萱；父楊溥，號博菴，七品散官，累贈中宪大夫江西按察司副使。嫡母張氏；生母姚氏，皆累贈恭人。兄楊欽（典膳正、贈延平府推官）、楊鉞、楊鏐（號方塘，聽選官），弟楊銑（生員）。長子楊格、次子楊楨为元配陶氏所出，楊楨继弟楊铣为後。第三子楊桓，侧室王氏所出。